# كيت ميلر-هايدكه
كيت ميلر هايدكه (من مواليد 10 يناير 1981) مغنية وكاتبة أغاني ومغنية أسترالية، على الرغم من أنها تدربت بشكل كلاسيكي، إلا أنها اتبعت مهنة في موسيقى البوب البديلة. مثل بلدها في مسابقة الأغنية الأوروبية 2019.

## روابط خارجية
- كيت ميلر-هايدكه على موقع IMDb (الإنجليزية)
- كيت ميلر-هايدكه على موقع ميوزك برينز (الإنجليزية)
- كيت ميلر-هايدكه على موقع أول ميوزيك (الإنجليزية)
- كيت ميلر-هايدكه على موقع ديسكوغز (الإنجليزية)
- كيت ميلر-هايدكه على موقع قاعدة بيانات الفيلم (الإنجليزية)

- الموقع الرسمي
- كيت ميلر-هايدكه في قاعدة بيانات الأفلام على الإنترنت
- Profile at musichall.uk.com
- قناة Kate Miller-Heidke  على يوتيوب